# Zeru-ibni
Zeru-ibni (akad. Zēru-ibni, tłum. „On stworzył nasienie”) – wysoki dostojnik pełniący urząd gubernatora Rasappy za rządów asyryjskiego króla Sargona II (722-705 p.n.e.); z asyryjskich list i kronik eponimów wiadomo, iż w 718 r. p.n.e. sprawował on również urząd eponima (limmu).